# Nikolai Petrowitsch Trubezkoi

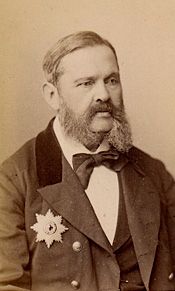
Nikolai Trubezkoi

Fürst Nikolai Petrowitsch Trubezkoi (russisch Николай Петрович Трубецкой; * 13. Oktober 1828 auf dem Familiensitz Achtyrka bei Sergijew Possad; † 19. Juli 1900 im Dorf Menschowo, heute Stadtkreis Podolsk) war ein russischer Musikwissenschaftler und Mäzen.

## Leben
Trubezkoi gehörte zur Fürstenfamilie Trubezkoi. Er war der vierte Sohn des Generals Pjotr Iwanowitsch Trubezkoi, Enkel des Generalfeldmarschalls Fürst Ludwig Adolf Peter zu Sayn-Wittgenstein, Vetter dritten Grades des Dekabristen-Führers Sergei Petrowitsch Trubezkoi, Bruder des Kammerherrn Alexander Petrowitsch Trubezkoi und Onkel des Bildhauers Paolo Troubetzkoy. Er verbrachte seine Kindheit im Moskauer Haus der Familie und durchlief als Mitglied des St. Petersburger Pagenkorps die Militärakademie-Ausbildung. 1847 wurde er vom Kammer-Pagen zum Kollegien-Sekretär befördert. 1849 trat er seinen Dienst als Fähnrich des Preobraschensker Leib-Garderegiments an, den er 1856 als Kapitän verließ.
In den 1850er Jahren korrespondierte Trubezkoi nach den Erinnerungen  Graf Sergei Dmitrijewitsch Scheremetews mit Alexander Iwanowitsch Herzen, dessen Ideen ihn stark beeindruckten. Viele Jahre war er mit dem Musiker Nikolai Grigorjewitsch Rubinstein befreundet und arbeitete mit ihm zusammen. Insbesondere gründeten sie 1866 das Moskauer Konservatorium.
1871 nach dem Tode seines Vaters erbte Trubezkoi den Familienbesitz Achtyrka mit dem prächtigen, 1825 erbauten Herrenhaus in der Nähe von Sergijew Possad, verkaufte ihn aber 1879, um seinen leichtfertigen Bruder aus dem Schuldgefängnis zu befreien.
1876 schied Trubezkoi aus dem Direktorium des Moskauer Konservatoriums aus, um sein neues Amt als Vize-Gouverneur des Gouvernements Kaluga anzutreten, das er bis 1885 ausübte. Dazu wurde er zum Ehrenmitglied der Moskauer Abteilung der Russischen Musikgesellschaft gewählt wegen seiner Verdienste um die Förderung der Musik in Russland, dem der Präsident der Musikgesellschaft Großfürst Konstantin Nikolajewitsch Romanow zustimmte. Nach seiner Rückkehr nach Moskau trat er in das Direktorium der Moskauer Abteilung der Russischen Musikgesellschaft ein. Am Hofe diente er als Hofmeister. Seinen Abschied bekam er mit dem hohen Rang eines Wirklichen Geheimen Rates entsprechend dem General en Chef.
Trubezkoi war in erster Ehe verheiratet mit Gräfin Ljubow Wassiljewna Orlowa-Denissowa (1828–1860), Tochter des Kavallerie-Generals Graf Wassili Wassiljewitsch Orlow-Denissow, mit der er drei Kinder bekam, die beiden Töchter Sofija (1854–1936) und Marija (1860–1926) und den Sohn Pjotr (1858–1911), der nach dem Jura-Studium höchste Verwaltungsämter ausübte und als Besitzer großer Landgüter in Südrussland und bedeutender Winzer einer der Gründer des Komitees für Weinanbau und Weinherstellung der Kaiserlichen Moskauer Landwirtschaftsgesellschaft war.
In zweiter Ehe war Trubezkoi verheiratet mit der Fürstin Sofja Alexejewna Lopuchina (1841–1901), Tochter des Lermontow-Freundes Fürst Alexei Alexandrowitsch Lopuchin (1813–1872), mit der Trubezkoi neun Kinder bekam, die Töchter Antonina (1864–1901), Jelisaweta (1865–1935), Olga (1867–1947), Warwara (1870–1933), Alexandra (1872–1925) und Marina (1877–1924) sowie die Söhne Sergei (1862–1905, Religionsphilosoph), Jewgeni (1863–1920, Philosoph) und Grigori (1873–1930, Diplomat und Politiker).
Trubezkoi starb auf dem Lopuchin-Familiensitz Menschowo im heutigen Stadtkreis Podolsk und fand sein Grab im Moskauer Donskoi-Kloster hinter dem Altar der Großen Kathedrale wie auch dann seine zweite Frau.